# 梅森鎮區 (伊利諾伊州埃芬漢縣)
梅森鎮區（英語：Mason Township）是位於美國伊利諾伊州埃芬漢縣的一個行政鎮區。

## 地方資料
根據2010年美國人口普查的數據，梅森鎮區的面積為96.40平方千米，當中陸地面積為96.30平方千米，而水域面積為0.10平方千米。當地共有人口1343人，而人口密度為每平方千米13.93人。